# Кротов Борис Андрійович
Борис Андрійович Кротов (нар. 20 липня (1 серпня) 1989 року 1898, Чириково, Симбірська губернія — пом. 22 серпня 1941, Сурсько-Литовське, Дніпропетровська область) — майор, Герой Радянського Союзу, командир 134-го кавалерійського полку 28-ї кавалерійської дивізії Резервної армії Південного фронту. Перший в роки німецько-радянської війни кавалерист, удостоєний звання Героя Радянського Союзу.

## Біографія
Народився 20 липня (в селі Чирикове (нині — Кузоватовський район Ульяновської області) в сім'ї робітника. Росіянин.
У 1914 році закінчив сім класів, працював на Симбірському патронному заводі в місті Симбірськ.
У Червоної гвардії з 1917 року, в Червоній Армії з 1918 року. Учасник Громадянської війни. Член ВКП(б) з 1927 року. У 1928 році закінчив середню школу, в 1938 році — Військову академію імені М. В. Фрунзе.

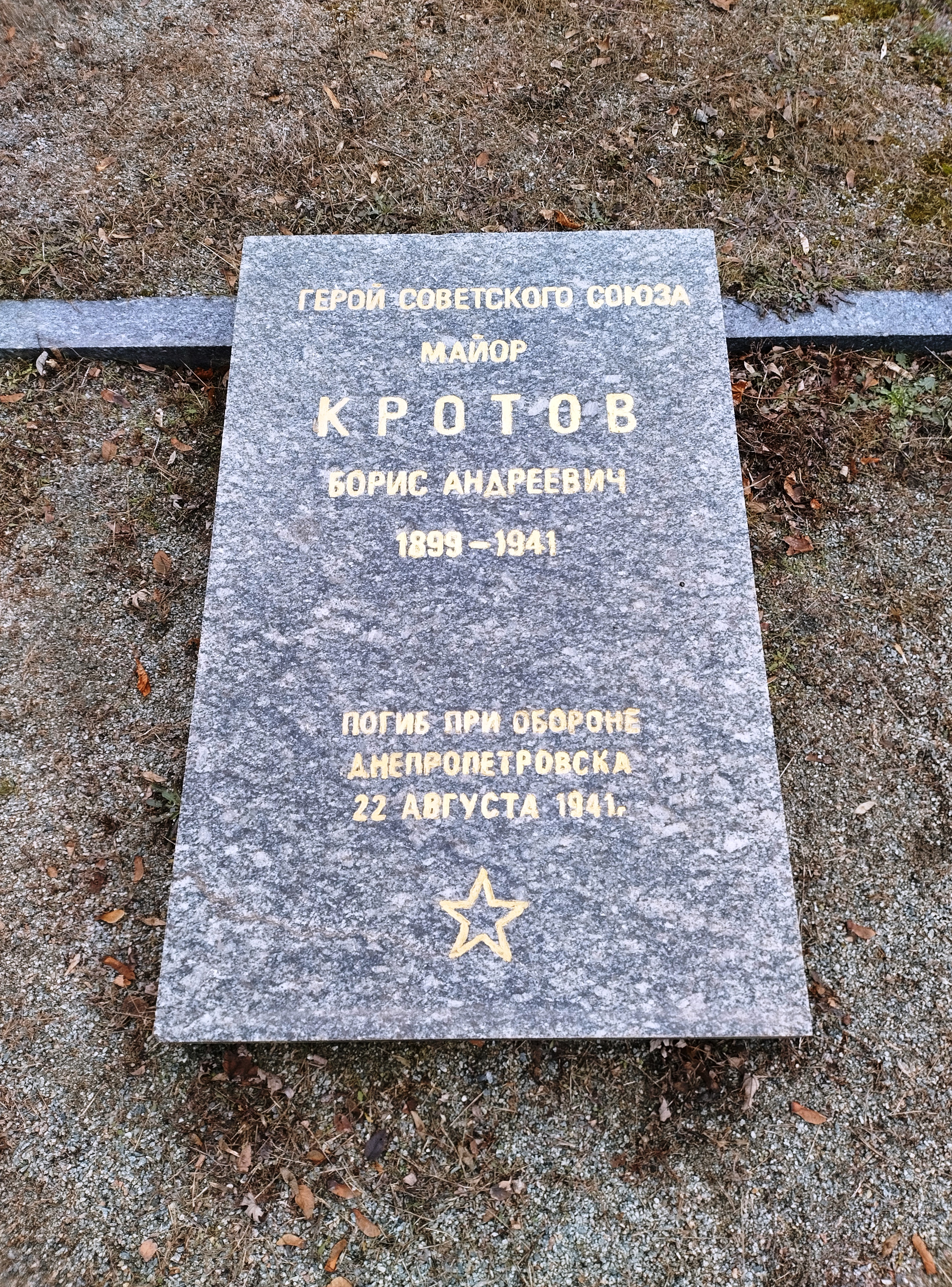
Могила Бориса Кротова у парку "40-річчя визволення Дніпропетровська від німецько-фашистських загарбників" у Дніпрі

З серпня 1941 року учасник німецько-радянської війни. Майор Кротов, з довіреним йому полком, брав участь в обороні Дніпропетровська. У серпні 1941 року в районі Краснопілля Борис Андрійович зі своїм полком прикривав відхід за річку Дніпро двох кавалерійських полків. Він вміло організував оборону полку, відбив численні атаки ворожої піхоти й танків. 20-22 серпня 1941 року полк Кротова захищав головний напрямок Дніпропетровської області. 22 серпня 1941 року в бою біля села Сурсько-Литовське майор Б. А. Кротов підірвав гранатою німецький танк. Він був важко поранений, але залишався в строю. Від отриманих ран помер увечері того ж дня.
Похований в Дніпрі на колишньому військовому кладовищі на Розвилці між проспектом Хмельницького, Запорізьким шосе та вулицею Титова.

## Нагороди
- Указом Президії Верховної Ради СРСР 9 листопада 1941 роки за вміле командування, проявлену мужність і героїзм, зразкове виконання бойових завдань в боротьбі з німецько-фашистськими загарбниками майору Кротову Борису Андрійовичу посмертно присвоєно звання Героя Радянського Союзу.
- Нагороджений орденом Леніна (9.11.1941, посмертно).

## Пам'ять
- У Дніпрі іменем Бориса Андрійовича Кротова названа вулиця та житловий масив в Шевченківському районі, а в травні 1979 року на перехресті вулиць Інженерної та Гладкова на місці боїв в районі Дніпровського шинного заводу встановлено пам'ятник-бюст[1].
- В Ульяновську ім'я Б. А. Кротова вибито на обеліску Слави.
- На Алеї Слави у ДК імені 1-го Травня (Ульяновськ) в 2016 році встановлено бюст «Герою Кротову Б. А.»
- Загальноосвітня школа в селі Чирикове носить його ім'я[2].